# 李昭德
李昭德（？—697年6月26日），雍州长安人，是武周武则天时代的高级官员和宰相。他以对武则天的强硬著称，他和他反对的酷吏来俊臣一起被处斩。

## 早年
李昭德出自陇西李氏，是北魏奉朝请、雍州大中正、宁朔将军、奉车都尉、新城永安二郡守李众庆的玄孙，北周仪同三司、京兆郡大中正、雍州刺史、宕渠郡守、司藩大夫、光州刺史李亮的曾孙，隋朝殿中侍御史、菊潭县令、侍御史、岐州渭滨县令、司隶刺史、朝请大夫、洛阳县令、唐朝通直散骑侍郎李伟节的孙子，唐朝银青光禄大夫、守司刑太常伯李乾祐的儿子。李乾祐在唐太宗貞觀年间为殿中侍御史，曾经劝谏太宗。其母去世时，唐太宗遣使就墓吊丧，旌表其门。李乾祐虽强直有器幹，而昵于小人，因为不谨慎而贬官。李昭德是李乾祐的庶子，强势干练有父风，年轻时通过科举明经。他被提拔为御史中丞，唐睿宗永昌元年（689年），他因事被贬为振州陵水（今海南陵水）尉，不久李昭德被召回，当时增置夏官侍郎三员，和娄师德、侯知一任夏官侍郎。

## 武则天时代

### 宰相
690年，武则天取代儿子睿宗李旦，自为皇帝，建立武周。692年，夏官侍郎李昭德上疏密奏武则天的侄子魏王武承嗣为宰相，权力太大。武则天回应：“他是我的侄子，我信任他。”李昭德说：
承嗣，陛下之侄，又是亲王，不宜更在机权，以惑众庶。且自古帝王，父子之间犹相篡夺，况在姑侄，岂得委权与之？脱若乘便，宝位宁可安乎？
武则天同意了。692年秋八月，她解除了武承嗣、武攸宁和杨执柔三个亲戚的相位。同时，李昭德被任命为鳳閣侍郎（鳳閣，中书省）、同鳳閣鸞臺平章事。崔元综、姚璹、李元素、崔神基与他同日为相。数日后王璿为相。当时，凤阁舍人张嘉福令洛阳人王慶之率轻薄恶少数百人诣阙上表，主张立武承嗣为太子，废黜皇嗣李旦。武则天并没有同意，但王慶之时常入宫请求皇帝。武则天命李昭德诘责王慶之，李昭德命人将王慶之打死，众轻薄恶少散去。李昭德回奏武则天：
臣闻文武之道，布在方策，自古有侄为天子而为姑立庙乎？以亲亲言之，天皇（唐高宗），陛下夫也；皇嗣（睿宗李旦），陛下子也。当传之子孙为万世计。陛下承天皇顾托而有天下，又立承嗣，臣见天皇不来食矣。
武则天同意李昭德的建议，没有立武承嗣为太子。武承嗣知道后又向武则天诋毁李昭德，武则天说：“自我任昭德，每获高卧，是代我劳苦，非汝所及也。”
武则天营建神都洛阳，李昭德规创文昌臺（尚书省）及定鼎門、上東門诸门，标置华壮。原来，隋炀帝营造东都洛阳，没有外城，只有低矮的围墙。李昭德此时开始营建东都外城。洛水有二桥，唐高宗上元年间，司农卿韋機将一桥迁到長夏門外，洛阳人甚以为便，所以废利涉桥，所省之钱以万计。民利之，其一桥废，省巨万计。但是每年被洛水冲注，常劳废修缮。李昭德开始累石替代桥柱，锐其前来分水势，从此水无患。
李昭德为人耿直，有人从洛水中捞到一个白石头，上面有几个赤红点，进宫进献讨好皇帝。诸宰相诘责，这人说：“此石赤心，所以来进。”李昭德怒叱：“此石赤心，那洛水中其他石头岂不是全造反了？”李昭德常常参奏横行不法的酷吏，来俊臣抛弃原妻而娶太原王庆诜之女，侯思止也奏娶赵郡李自挹之女，皇帝下敕命政事堂共商。李昭德拍手对诸宰相说：“大可笑！往年俊臣贼劫王庆诜女，已大辱国。今日此奴又请索李自挹女，无乃复辱国耶！”最后，侯思止私自贮存朝廷禁止民间使用的丝锦，李昭德亲自在朝堂杖杀侯思止。
694年，李昭德检校內史（鳳閣首长）。武则天派她的男宠和尚薛怀义率军攻打后突厥汗国，李昭德和另一个宰相苏味道为薛怀义的行军长史，没有遇到突厥军而回军。李昭德和薛怀义不和，他常常被怀义鞭打，李昭德恐惧请罪。
李昭德为宰相，掌握权力，性格高傲，和同事不和。娄师德行动迟缓，李昭德上朝时得等着他，骂他为田舍夫。前鲁王府功曹参军丘愔、长上果毅鄧注上奏李昭德专权，武则天开始猜忌李昭德。694年秋九月廿一日，贬李昭德为南宾（今广西钦州）县尉，不久又减死流放。695年正月，周允元与司刑少卿皇甫文备上奏说内史豆卢钦望、同平章事韦巨源、杜景俭、苏味道、陆元方依附李昭德，同被罢相。

### 流放归来和被杀
李昭德后被召回为監察御史，司仆少卿来俊臣仗势贪求女色，通过诬告谋反，夺取官民妻妾，李昭德非常恨他，还多次羞辱秋官侍郎皇甫文備。697年，两人因此诬告李昭德谋反，李昭德被下狱。
来俊臣又诬告武氏诸王和太平公主、李旦、庐陵王李哲谋反。河东人卫遂忠告发来俊臣由此想窃取权力。697年6月26日（六月初三日），李昭德和来俊臣被同日处死，当时的人都痛惜李昭德，对处死来俊臣拍手称快。唐中宗神龙二年（706年）赠李昭德左御史大夫。唐德宗建中三年（782年），加赠司空。
子李元紘，和后来的宰相李元纮不是同一人。

## 延伸阅读
[在维基数据编辑]
 在维基文库阅读此作者作品
 《舊唐書·卷87》，出自刘昫《舊唐書》
 《新唐書/卷117》，出自《新唐書》